# Cyphosoma lausoniae lausoniae
Cyphosoma lausoniae lausoniae é uma subespécie de insetos coleópteros polífagos pertencente à família Buprestidae.
A autoridade científica da subespécie é Chevrolat, tendo sido descrita no ano de 1838.
Trata-se de uma subespécie presente no território português.